# 중등교육 아그레가시옹
프랑스에서 중등교육 아그레가시옹 경쟁시험(concours d’agrégation de l'enseignement du second degré)은 중등교육 교수자격자 임용을 위한 경쟁시험이다.
중등교육 아그레가시옹은 석사 학위자에게 열려있다.

## 경쟁시험 과정
외부ㆍ내부 임용 경쟁시험은 교직별로 구성되며, 선택과목이 있는 교직도 있다. 경쟁시험의 교직과 선택과목, 구성 절차는 공교육부 장관과 공무원부 장관이 공동으로 매년 정한다.

### 시험방식
아그레가시옹 경쟁시험은 두 부분으로 구성된다.
- 적격성 평가 논술시험. 5시간에서 7시간에 걸쳐 논술문(dissertation)을 작문하는데 중점을 둔 논술시험을 치룸.
- 입학 구술시험. 4시간에서 5시간 동안 준비하여 40분 동안 강의를 하는데 중점을 둔 구술시험을 치루고, 이어서 20분 간 강의에 대한 심사원의 질문이 있음.

## 합격률
아그레가시옹 합격자 4분의 1은 고등사범학교 출신이다.
|             | 2008   | 2009   | 2010   | 2011   | 2012   | 2013   | 2014   | 2015   | 2016   | 2017   | 2018   | 2019   | 2020   |
| ----------- | ------ | ------ | ------ | ------ | ------ | ------ | ------ | ------ | ------ | ------ | ------ | ------ | ------ |
| 등록 지원자 | 21 959 | 19 535 | 20 131 | 19 761 | 21 694 | 23 838 | 21 357 | 22 397 | 24 735 | 25 058 | 23 640 | 21 286 | 19 959 |
| 실 지원자   | 11 556 | 10 553 | 9 358  | 7 387  | 8 323  | 9 645  | 10 332 | 11 378 | 10 681 | 10 290 | 9 598  | 8 901  | 8 958  |
| 합격자      | 1 244  | 1 240  | 1 226  | 1 170  | 1 244  | 1 494  | 1 475  | 1 725  | 1 766  | 1 709  | 1 443  | 1 439  | 1 473  |
| 합격률      | 10,8%  | 11,8%  | 13,1%  | 15,8%  | 14,9%  | 15,5%  | 14,3%  | 15,2%  | 16,5%  | 16,6%  | 15,0%  | 16,2%  | 16,4%  |

## 중등교육 아그레가시옹 과목

### 현대어 교직
- 현대 외국어 아그레가시옹 :
  - 독일어 아그레가시옹
  - 영어 아그레가시옹
  - 아랍어 아그레가시옹
  - 중국어 아그레가시옹
  - 스페인어 아그레가시옹
  - 현대 히브리어 아그레가시옹
  - 이탈리아어 아그레가시옹
  - 일본어 아그레가시옹
  - 폴란드어 아그레가시옹
  - 포르투갈어 아그레가시옹
  - 네덜란드어 아그레가시옹
  - 러시아어 아그레가시옹
- 프랑스 제언어 아그레가시옹, :
  - 브루타뉴어 선택과목 (2018년 첫 시험)
  - 코르시카어 선택과목 (2018년 첫 시험)
  - 옥시타니아어-랑그도크어 선택과목 (2018년 첫 시험)
  - 바스크어 선택과목 (2019년 첫 시험 예정)
  - 카탈루냐어 선택과목 (2019년 첫 시험 예정)
  - 크레올 선택과목 (2020년 첫 시험 예정)
  - 타히티어 선택과목 (2020년 첫 시험 예정)

### 문학ㆍ사회과학 교직
- 지리학 아그레가시옹
- 문법학 아그레가시옹
- 역사 아그레가시옹
- 고전문학 아그레가시옹
- 근대문학 아그레가시옹
- 철학 아그레가시옹
- 경제학ㆍ사회학 아그레가시옹

### 기초과학 교직
- 수학 아그레가시옹
- 생활과학 아그레가시옹 - 지구과학ㆍ우주과학
- 자연과학 아그레가시옹
  - 물리학 선택과목
  - 화학 선택과목
  - 응용물리학 선택과목
  - 화학물리학 방법 선택과목
- 전산학 아그레가시옹

### 응용과학 교직
- Agrégation de biochimie - génie biologique
- Agrégation d'économie et de gestion :
  - option A : administration et ressources humaines,
  - option B : finance et contrôle,
  - option C : marketing,
  - option D : système d’information,
  - option E : production de services.
- Agrégation de sciences industrielles de l'ingénieur :
  - option ingénierie des constructions
  - option ingénierie électrique
  - option ingénierie mécanique
  - option ingénierie informatique
- Agrégation de sciences médico-sociales

### 예술 교직
- 예술 아그레가시옹 :
  - 응용예술 선택과목
  - 조형예술 선택과목
- 음악 아그레가시옹

### 체육 교직
- 체육 아그레가시옹